# This Lady Called Life
This Lady Called Life es una película nigeriana de drama romántico de 2020 escrita por Toluwani Obayan y dirigido por Kayode Kasum. Está protagonizada por Lota Chukwu, Bisola Aiyeola y Wale Ojo. Se estrenó en cines el 9 de octubre de 2020 y obtuvo críticas positivas. Fue calificada como una de las mejores películas nigerianas del año.

## Sinopsis
Aiye (Bisola Aiyeola) es una joven madre soltera que lucha económicamente para vivir en Lagos, mientras intenta conseguir su sueño de ser chef.

## Elenco
- Bisola Aiyeola como Aiye
- Lota Chukwu como Omo
- Wale Ojo como papá
- Tina Mba como momia
- Jemima Osunde como Toke
- Efa Iwara como Obinna
- Uche Elumelu como vecino

## Producción y lanzamiento
Fue la segunda colaboración entre la actriz Bisola Aiyeola y la directora Kayode Kasum después de Sugar Rush (2019). La película fue principalmente filmada y ambientada en Lagos.
Se estrenó en cines el 9 de octubre de 2020 y en Netflix el 23 de abril de 2021.

## Premios y nominaciones
| Año  | Premios                   | Categoría                                        | Resultado | Ref.         |
| ---- | ------------------------- | ------------------------------------------------ | --------- | ------------ |
| 2020 | Premios Best of Nollywood | Película con el mejor guion                      | Ganador   | [ 9 ] [ 10 ] |
| 2020 | Premios Best of Nollywood | Mejor uso de la comida nigeriana en una película | Ganador   | [ 9 ] [ 10 ] |
| 2020 | Premios Best of Nollywood | Película con el mejor diseño de producción       | Ganador   | [ 9 ] [ 10 ] |
| 2020 | Premios Best of Nollywood | Película con la mejor edición                    | Ganador   | [ 9 ] [ 10 ] |